# لور بیلینگهم
لور بیلینگهم (به انگلیسی: Lower Bullingham) یک روستا و محله مدنی در بریتانیا است که در هرفوردشر واقع شده‌است. لور بیلینگهم ۱٬۸۷۶ نفر جمعیت دارد.